# Малая Верейка
Малая Вере́йка — село в Семилукском районе Воронежской области России. Входит в состав Землянского сельского поселения.

## География
Село находится в северо-западной части Воронежской области, в лесостепной зоне, в верховьях реки Большая Верейка, на расстоянии примерно 36 километров (по прямой) к северо-северо-западу (NNW) от города Семилуки, административного центра района. Абсолютная высота — 177 метров над уровнем моря.
Часовой пояс
Село Малая Верейка, как и вся Воронежская область, находится в часовой зоне МСК (московское время). Смещение применяемого времени относительно UTC составляет +3:00.

## История
В 1968 году с. Малая Верейка, д. Большая Покровка, д. Николаевка Маловерейского сельского совета Семилукского района объединены в один населённый пункт с названием с. Малая Верейка:51.

## Население
| 1859 | 1897 | 2010 |
| ---- | ---- | ---- |
| 454  | ↗870 | ↘543 |

Гендерный состав
По данным Всероссийской переписи населения 2010 года в гендерной структуре населения мужчины составляли 48,8 %, женщины — соответственно 51,2 %.
Национальный состав
Согласно результатам переписи 2002 года, в национальной структуре населения русские составляли 93 %.

## Инфраструктура
В селе функционируют основная общеобразовательная школа, врачебная амбулатория (структурное подразделение Семилукской районной больницы), библиотека и отделение Почты России.

## Улицы
Уличная сеть села состоит из 10 улиц и 1 переулка.